# ゆうどきワイド福岡
ゆうどきワイド福岡（ゆうどきわいどふくおか）は、NHK福岡放送局が2003年4月から1年間福岡県向けに放送していた地域情報番組。

## 概要
福岡放送局では、それまでも17時台に「ゆうどき5九州沖縄」や「ゆうどき5福岡」を放送していたが、北海道地域で始められた長時間ワイド「ほくほくテレビ」が一定の成果を挙げていたため、福岡でも民放に対抗するため長時間ワイドを始めるべきだという意見が強まり、局内で準備が進められた。

そして、この番組が始められたのだが、「情報ワイド福岡いちばん星」とは異なる点がある。
- 放送時間は15:55（後に15:45）～18:00（途中16:00、17:00に5分間の全国ニュースが入った）。「いちばん星」がニュースを内包しているのに対し、「ゆうどきワイド」はニュース番組とは完全に分離していた。
- 「なんしよ〜ん!?北九州」は、実質北九州放送局の独自番組として、北九州だけの時間帯が存在するが、「ゆうどきワイド」は北九州制作の部分も完全なコーナー扱いであり、最初から最後まで福岡全県で全く同じ内容が放送された。

この番組には批判もあった。「お元気ですか日本列島」で16時台に放送された「ハツラツ道場」コーナーが放送されなかったためである。「ハツラツ道場」には、NHK元会長坂本朝一の孫で、北九州勤務の経験もある坂本朋彦アナウンサーが出演していた時期がある（ただし担当時期は違う。それでも「いちばん星」により見られなかった）。

## 出演者
- 鹿沼健介アナウンサー
- 納富優子
- 重松亜紀（北九州）
- 小野美佳（北九州）

| NHK福岡・北九州 平日夕方のローカル情報番組 | NHK福岡・北九州 平日夕方のローカル情報番組 | NHK福岡・北九州 平日夕方のローカル情報番組    |
| 前番組                                     | 番組名                                     | 次番組                                        |
| ------------------------------------------ | ------------------------------------------ | --------------------------------------------- |
| ゆうどき5福岡                              | ゆうどきワイド福岡                         | 情報ワイド福岡いちばん星 なんしよ〜ん!?北九州 |